# قلعه بین جما
قلعه بن جما یا فورت بینجِما (به مالتی: Il-Fortizza ta' Binġemma الفورتزة البین‌جما) قلعه‌ای چند ضلعی در محدوده رباط، مالت است. بین سال‌های ۱۸۷۵ و ۱۸۷۸ توسط بریتانیایی‌ها به عنوان بخشی از خطوط ویکتوریا ساخته شد. این قلعه از سال ۲۰۰۹ به‌طور غیرقانونی توسط خانواده بوتیگیگ اشغال شده بود که گهگاه از آن به عنوان رستوران استفاده می‌کردند. این دژ بر روی تپه ای در حدود ۱۸۰ متر (۵۹۰ فوت) بالاتر از سطح دریا قرار دارد. قبل از ساخت قلعه، روستایی رومی در محل وجود داشت.
در سال ۱۹۸۱، دولت مالت این قلعه را برای استفاده به عنوان مزرعه خوک به گائتانو بوتیگیگ اجاره داد. مدت اجاره در سال ۱۹۹۷ به پایان رسید، اما تا سال ۲۰۰۹ به‌طور سالانه تمدید می‌شد. پس از پایان مدت اجاره، بوتیگیگ و خانواده‌اش به تصرف غیرقانونی قلعه ادامه دادند، علی‌رغم این که دولت حق داشت آن‌ها را بیرون کند. در سال ۲۰۱۱، این خانواده با ایجاد یک دروازه آهنی ومحافظت سگ‌ها، به مقامات دولتی اجازه ورود به قلعه را ندادند.
توسعه غیرقانونی در این قلعه در سال ۲۰۱۳ انجام شد. در سال ۲۰۱۵، فاش شد که این قلعه گهگاه به عنوان رستوران مورد استفاده قرار می‌گرفت که این نیز غیرقانونی بود. همچنین برای پرورش گاو و دام استفاده می‌شد.